# Fitatsia incompleta
Fitatsia incompleta är en stekelart som beskrevs av Kamath 1972. Fitatsia incompleta ingår i släktet Fitatsia och familjen brokparasitsteklar. Inga underarter finns listade i Catalogue of Life.